# Liste der Kulturgüter in Schaffhausen
Die Liste der Kulturgüter in Schaffhausen enthält alle Objekte in der Gemeinde Schaffhausen im Kanton Schaffhausen, die gemäss der Haager Konvention zum Schutz von Kulturgut bei bewaffneten Konflikten, dem Bundesgesetz vom 20. Juni 2014 über den Schutz der Kulturgüter bei bewaffneten Konflikten sowie der Verordnung vom 29. Oktober 2014 über den Schutz der Kulturgüter bei bewaffneten Konflikten unter Schutz stehen.
Objekte der Kategorien A und B sind vollständig in der Liste enthalten, Objekte der Kategorie C fehlen zurzeit (Stand: 1. Januar 2023).

## Kulturgüter
| Foto | | Objekt                                                                                           | Kat. | Typ | Standort                                                                                     | Beschreibung |
| ---- | --- | ------------------------------------------------------------------------------------------------ | ---- | --- | -------------------------------------------------------------------------------------------- | --- |
| ja   | Datei hochladen · Wikidata zu Altes Zeughaus (Regierungsgebäude) (Q1460172) | Altes Zeughaus (Regierungsgebäude) KGS-Nr.: 04369                                                | A    | G   | Beckenstube 7 689774 / 283417                                                                | |
| ja   | Datei hochladen · Wikidata zu Doppelhaus Wasserquelle und Zieglerburg (Q29524815) | Doppelhaus Wasserquelle und Zieglerburg KGS-Nr.: 04372                                           | A    | G   | Vordergasse 26, 28 689966 / 283534                                                           | |
| ja   | Datei hochladen · Wikidata zu Ehemalige Benediktinerabtei Allerheiligen (Kloster/Klosterkirche, Erhard- und Michaeliskapelle, Infirmerie und Noviziat, Beginenhaus, Vorgängerbauten I-III) (Q323537) | Ehemalige Benediktinerabtei Allerheiligen KGS-Nr.: 04373                                         | A    | G   | Münsterplatz 689900 / 283400                                                                 | Umfasst Kloster, Klosterkirche, Erhard- und Michaeliskapelle, Infirmerie und Noviziat, Beginenhaus, Vorgängerbauten I-III. |
| ja   | Datei hochladen · Wikidata zu Fronwagturm (Q29524838) | Fronwagturm mit astronomischer Uhr KGS-Nr.: 04374                                                | A    | G   | Fronwagplatz 4 689682 / 283543                                                               | |
| ja   | Datei hochladen · Wikidata zu Zunfthaus Herrenstube (Q29524956) | Zunfthaus Herrenstube KGS-Nr.: 04375                                                             | A    | G   | Fronwagplatz 3 689690 / 283539                                                               | |
| ja   | Datei hochladen · Wikidata zu Grosses Haus (Q29524866) | Grosses Haus KGS-Nr.: 04376                                                                      | A    | G   | Fronwagplatz 24 689709 / 283643                                                              | |
| ja   | Datei hochladen · Wikidata zu Haus zum Goldenen Ochsen (Q29524874) | Haus zum Goldenen Ochsen KGS-Nr.: 04377                                                          | A    | G   | Vorstadt 17 689722 / 283732                                                                  | |
| ja   | Datei hochladen · Wikidata zu Haus zum Korallenbaum (Q29524886) | Haus zum Korallenbaum KGS-Nr.: 04378                                                             | A    | G   | Herrenacker 2 689740 / 283430                                                                | |
| ja   | Datei hochladen · Wikidata zu Haus zum Luchs (Q29524896) | Haus zum Luchs KGS-Nr.: 04379                                                                    | A    | G   | Herrenacker 9 689654 / 283415                                                                | |
| ja   | Datei hochladen · Wikidata zu Haus zum Ritter (Q1375438) | Haus zum Ritter KGS-Nr.: 04380                                                                   | A    | G   | Vordergasse 65 689797 / 283526                                                               | |
| ja   | Datei hochladen · Wikidata zu Haus zum Steinbock (Q29524909) | Haus zum Steinbock KGS-Nr.: 04381                                                                | A    | G   | Oberstadt 16 689622 / 283578                                                                 | |
| BW   | Datei hochladen · Wikidata zu Neolithische Landsiedlung, Herblingen, Grüthalde (Q29524934) | Grüthalde, neolithische Landsiedlung KGS-Nr.: 04382                                              | A    | F   | Herblingen 692910 / 287850                                                                   | |
| ja   | Datei hochladen · Wikidata zu Korn- und Kaufhaus (Q29524925) | Korn- und Kaufhaus KGS-Nr.: 04383                                                                | A    | G   | Herrenacker 15 689621 / 283450                                                               | |
| ja   | Datei hochladen · Wikidata zu Kirche St. Johann (Q27682306) | Kirche St. Johann KGS-Nr.: 04385                                                                 | A    | G   | Vordergasse 42 689890 / 283560                                                               | |
| ja   | Datei hochladen · Wikidata zu Rathaus und Archiv mit Schatzgewölbe (Q2132483) | Rathaus und Archiv mit Schatzgewölbe KGS-Nr.: 04387                                              | A    | G   | Vordergasse 73 689752 / 283513                                                               | |
| ja   | Datei hochladen · Wikidata zu Schweizersbild (Q2256725) | Schweizersbild, paläolithische Wohnhöhle KGS-Nr.: 04388                                          | A    | F   | Herblingen, Schweizersbild 690130 / 286610                                                   | |
| ja   | Datei hochladen · Wikidata zu Sonnenburggut (Q1475540) | Sonnenburggut (Haupthaus, Pächterhaus, Wirtschaftsgebäude) KGS-Nr.: 04389                        | A    | G   | Sonnenburggutstrasse 53 688628 / 283904                                                      | |
| ja   | Datei hochladen · Wikidata zu Stadthaus (Haus zur Freudenquelle) (Q2327286) | Stadthaus (Haus zur Freudenquelle) KGS-Nr.: 04392                                                | A    | G   | Krummgasse 2 689765 / 283616                                                                 | |
| ja   | Datei hochladen · Wikidata zu Zunfthaus zur Gerberstube (Q29524988) | Zunfthaus zur Gerberstube KGS-Nr.: 04393                                                         | A    | G   | Bachstrasse 8 690067 / 283514                                                                | |
| ja   | Datei hochladen · Wikidata zu Zunfthaus Schmiedstube (Q29524969) | Zunfthaus Schmiedstube KGS-Nr.: 04394                                                            | A    | G   | Vordergasse 61 689821 / 283525                                                               | |
| ja   | Datei hochladen · Wikidata zu Bachschulhaus (Q29524805) | Bachschulhaus KGS-Nr.: 04395                                                                     | A    | G   | Bachstrasse 62 689918 / 283851                                                               | |
| ja   | Datei hochladen · Wikidata zu Haberhaus (Q1566766) | Haberhaus KGS-Nr.: 04404                                                                         | A    | G   | Neustadt 51 689588 / 283430                                                                  | |
| ja   | Datei hochladen · Wikidata zu Haus zum Freudenfels (Q29787518) | Haus zum Freudenfels KGS-Nr.: 04407                                                              | A    | G   | Safrangasse 8 689825 / 283659                                                                | |
| ja   | Datei hochladen · Wikidata zu Katholische Kirche St. Maria (Q2223011) | Katholische Kirche St. Maria KGS-Nr.: 04425                                                      | A    | G   | Promenadenstrasse 27.1 689296 / 283438                                                       | |
| ja   | Datei hochladen · Wikidata zu Zunfthaus zum Rüden (Q29524977) | Zunfthaus zum Rüden KGS-Nr.: 04433                                                               | A    | G   | Oberstadt 20 689597 / 283581                                                                 | |
| ja   | Datei hochladen · Wikidata zu Kaufleutstube (Q1259928) | Kaufleutstube KGS-Nr.: 04434                                                                     | A    | G   | Vordergasse 58 689815 / 283544                                                               | |
| ja   | Datei hochladen · Wikidata zu Museum zu Allerheiligen (Q1954786) | Museum zu Allerheiligen KGS-Nr.: 08503                                                           | A    | S   | Klosterstrasse 16 689681 / 283390                                                            | |
| ja   | Datei hochladen · Wikidata zu Konzernarchiv der Georg Fischer AG (Q27488766) | Konzernarchiv der Georg Fischer AG KGS-Nr.: 08800                                                | A    | S   | Amsler-Laffon-Strasse 9 690446 / 284894                                                      | |
| ja   | Datei hochladen · Wikidata zu Staatsarchiv Schaffhausen (Q14848078) | Staatsarchiv Schaffhausen KGS-Nr.: 08817                                                         | A    | S   | Rathausbogen 4 689750 / 283480                                                               | |
| ja   | Datei hochladen · Wikidata zu Stadtarchiv Schaffhausen (Q18028114) | Stadtarchiv Schaffhausen KGS-Nr.: 08878                                                          | A    | S   | Fronwagplatz 24 689715 / 283641                                                              | |
| ja   | Datei hochladen · Wikidata zu Giesserei +GF+, Werk I (Q29524850) | Giesserei +GF+, Werk I KGS-Nr.: 09040                                                            | A    | G   | Mühlentalstrasse 78 689410 / 284378                                                          | |
| ja   | Datei hochladen · Wikidata zu Ehemalige Kammgarnspinnerei (Q29524829) | Ehemalige Kammgarnspinnerei (Produktionsgebäude und Verwaltungsgebäude) KGS-Nr.: 09286           | A    | G   | Baumgartenstrasse 19, 23 689898 / 283345                                                     | |
| ja   | Datei hochladen · Wikidata zu Bibliotheken Schaffhausen (Q2326916) | Stadtbibliothek KGS-Nr.: 09344                                                                   | A    | S   | Münsterplatz 1 689962 / 283440                                                               | |
| ja   | Datei hochladen · Wikidata zu Altstadt, mittelalterliche /neuzeitliche Stadt (Q29524796) | Schaffhausen, mittelalterlich-neuzeitliche Stadt KGS-Nr.: 09661                                  | A    | F   | 689800 / 283550                                                                              | |
| ja   | Datei hochladen · Wikidata zu Stadtbefestigung Schaffhausen (Q18004954) | Stadtbefestigung KGS-Nr.: 10160                                                                  | A    | G   | 690162 / 283615                                                                              | Umfasst Stadtmauer, Schwabentor, Finsterwaldturm, Under Diebsturm, Munot, Römerturm, Obertorturm und Schanze.              |
| ja   | Datei hochladen · Wikidata zu Waldfriedhof (Friedhofanlage und Abdankungshalle) (Q2541524) | Waldfriedhof (Friedhofanlage und Abdankungshalle) KGS-Nr.: 10450                                 | A    | G   | Rheinhardstrasse 1 691016 / 284880                                                           | |
| ja   | Datei hochladen · Wikidata zu Kindergarten Munothalde (Q29787619) | Kindergarten Munothalde KGS-Nr.: 10872                                                           | A    | G   | Munothaldenweg 1 690066 / 283650                                                             | |
| BW   | Datei hochladen · Wikidata zu Archive und Sammlungen der Kantonsarchäologie Schaffhausen (Q29524948)                                                                                                 | Archive und Sammlungen der Kantonsarchäologie Schaffhausen KGS-Nr.: 11703                        | A    | S   | Herrenacker 3 689722 / 283421                                                                | |
| ja   | Datei hochladen · Wikidata zu Asyl Steig (Q29787454) | Asyl Steig KGS-Nr.: 04371                                                                        | B    | G   | Stokarbergstrasse 21 689115 / 283705                                                         | |
| ja   | Datei hochladen · Wikidata zu Gebäude Staatsarchiv (Q29787493) | Staatsarchiv Schaffhausen (Gebäude) KGS-Nr.: 04390                                               | B    | G   | Rathausbogen 4 689746 / 283479                                                               | |
| ja   | Datei hochladen · Wikidata zu Ehemalige Kornschütte (Q29787479) | Ehemalige Kornschütte (Stadtbibliothek) KGS-Nr.: 04391                                           | B    | G   | Münsterplatz 1 689962 / 283440                                                               | |
| ja   | Datei hochladen · Wikidata zu Bahnhof Schaffhausen (Q690055) | Bahnhof Schaffhausen KGS-Nr.: 04396                                                              | B    | G   | Bahnhofstrasse 29 689635 / 283745                                                            | |
| ja   | Datei hochladen · Wikidata zu Ensemble Innerwidlen (Q29787467) | Ensemble Innerwidlen KGS-Nr.: 04397                                                              | B    | G   | Buchthalen, Büsingerstrasse 28, 30 691705 / 283591                                           | |
| ja   | Datei hochladen · Wikidata zu Wohnhaus (Q29787470) | Wohnhaus KGS-Nr.: 04398                                                                          | B    | G   | Buchthalen, Hintergasse 3 691379 / 283654                                                    | |
| ja   | Datei hochladen · Wikidata zu Doppelhaus Zum Goldenen Falken (Q29787475) | Doppelhaus zum Goldenen Falken KGS-Nr.: 04400                                                    | B    | G   | Vorstadt 40, 42 689787 / 283801                                                              | |
| ja   | Datei hochladen · Wikidata zu Gelbes Haus (Q29787497) | Gelbes Haus KGS-Nr.: 04401                                                                       | B    | G   | Stadthausgasse 21 689753 / 283599                                                            | |
| ja   | Datei hochladen · Wikidata zu Generalengut (Q29787498) | Generalengut KGS-Nr.: 04402                                                                      | B    | G   | Stokarbergstrasse 14 689168 / 283725                                                         | |
| ja   | Datei hochladen · Wikidata zu Güterhof (Q1562176) | Güterhof KGS-Nr.: 04403                                                                          | B    | G   | Freier Platz 10 690290 / 283463                                                              | |
| ja   | Datei hochladen · Wikidata zu Haus Zun Drey Königen / Haus Zur Weissen Straussfeder (Q29787503) | Haus Zun Drey Königen / Haus zur Weissen Straussfeder KGS-Nr.: 04405                             | B    | G   | Walther-Bringolf-Platz 7, 8 689799 / 283718                                                  | |
| ja   | Datei hochladen · Wikidata zu Haus zur Fels (Q29787576) | Haus zur Fels KGS-Nr.: 04406                                                                     | B    | G   | Walther-Bringolf-Platz 13 689822 / 283679                                                    | |
| ja   | Datei hochladen · Wikidata zu Haus zum Glas (Q29787520) | Haus zum Glas KGS-Nr.: 04408                                                                     | B    | G   | Vordergasse 47 689870 / 283506                                                               | |
| ja   | Datei hochladen · Wikidata zu Haus zum Grossen Käfig (Q29787526) | Haus zum Grossen Käfig KGS-Nr.: 04409                                                            | B    | G   | Vorstadt 43 689771 / 283820                                                                  | |
| ja   | Datei hochladen · Wikidata zu Haus zum Safran (Q29787551) | Haus zum Safran KGS-Nr.: 04410                                                                   | B    | G   | Safrangasse 6 689824 / 283643                                                                | |
| ja   | Datei hochladen · Wikidata zu Haus zum Schönmaien (Q29787555) | Haus zum Schönmaien KGS-Nr.: 04411                                                               | B    | G   | Schönmaiengässchen 16 689815 / 283477                                                        | |
| ja   | Datei hochladen · Wikidata zu Haus zur Engelburg (Q29787565) | Haus zur Engelburg KGS-Nr.: 04413                                                                | B    | G   | Vordergasse 78 689741 / 283554                                                               | |
| ja   | Datei hochladen · Wikidata zu Haus zur Hoffnungsburg (Q29787584) | Haus zur Hoffnungsburg KGS-Nr.: 04414                                                            | B    | G   | Neustadt 40 689611 / 283415                                                                  | |
| ja   | Datei hochladen · Wikidata zu Haus zur Taube (Q29787597) | Haus zur Taube KGS-Nr.: 04415                                                                    | B    | G   | Fronwagplatz 5 689679 / 283572                                                               | |
| ja   | Datei hochladen · Wikidata zu Haus zur Weissen Rose (Q29787609) | Haus zur Weissen Rose KGS-Nr.: 04416                                                             | B    | G   | Rosengasse 16 689753 / 283326                                                                | |
| ja   | Datei hochladen · Wikidata zu Landhaus Belair (Q29787626) | Landhaus Belair KGS-Nr.: 04418                                                                   | B    | G   | Randenstrasse 65 688858 / 284151                                                             | |
| ja   | Datei hochladen · Wikidata zu Landhaus Fäsenstaub (Q29787627) | Landhaus Fäsenstaub KGS-Nr.: 04419                                                               | B    | G   | Parkstrasse 2 689254 / 283272                                                                | |
| ja   | Datei hochladen · Wikidata zu Landhaus Vorderer Stokarberg (Q29787631) | Landhaus Vorderer Stokarberg KGS-Nr.: 04420                                                      | B    | G   | Kometsträsschen 65 689142 / 283562                                                           | |
| ja   | Datei hochladen · Wikidata zu Mohrenbrunnen (Q29787643) | Mohrenbrunnen KGS-Nr.: 04421                                                                     | B    | K   | Fronwagplatz 689688 / 283635                                                                 | |
| ja   | Datei hochladen · Wikidata zu Zum Oberhaus (Q29787651) | Oberhaus KGS-Nr.: 04422                                                                          | B    | G   | Oberstadt 23 689579 / 283560                                                                 | |
| ja   | Datei hochladen · Wikidata zu Platzbrunnen (Q29787658) | Platzbrunnen KGS-Nr.: 04424                                                                      | B    | K   | Walther-Bringolf-Platz 689803 / 283695                                                       | |
| ja   | Datei hochladen · Wikidata zu Restaurant Schweizerhalle (ehemaliger Salzhof) (Q2256408) | Restaurant Schweizerhalle (ehemaliger Salzhof) KGS-Nr.: 04426                                    | B    | G   | Freier Platz 2, 4 690200 / 283450                                                            | |
| ja   | Datei hochladen · Wikidata zu Schützenhaus (Q29880091) | Schützenhaus KGS-Nr.: 04427                                                                      | B    | G   | Rietstrasse 1 689167 / 283915                                                                | |
| ja   | Datei hochladen · Wikidata zu Tellenbrunnen (Q29880096) | Tellenbrunnen KGS-Nr.: 04429                                                                     | B    | K   | Vordergasse 689953 / 283523                                                                  | |
| ja   | Datei hochladen · Wikidata zu Vierröhriger Brunnen (Landsknecht) (Q29880106) | Landsknechtbrunnen KGS-Nr.: 04431                                                                | B    | K   | Fronwagplatz 689689 / 283566                                                                 | |
| ja   | Datei hochladen · Wikidata zu Villa Rammersbühl (Q29880126) | Villa Rammersbühl KGS-Nr.: 04432                                                                 | B    | G   | Bühlstrasse 15 688961 / 283829                                                               | |
| ja   | Datei hochladen · Wikidata zu Zunfthaus zur Schneiderstube (Q29880155) | Zunfthaus zur Schneiderstube KGS-Nr.: 04435                                                      | B    | G   | Schneidergang 7 689854 / 283515                                                              | |
| ja   | Datei hochladen · Wikidata zu Zur Gerbe (Q29880158) | Zur Gerbe KGS-Nr.: 04436                                                                         | B    | G   | Bachstrasse 27 690001 / 283586                                                               | |
| ja   | Datei hochladen · Wikidata zu Kirche Herblingen (Q55382655) | Kirche Herblingen KGS-Nr.: 05239                                                                 | B    | G   | Chileweg 691759 / 286700                                                                     | |
| ja   | Datei hochladen · Wikidata zu Haus zum Weinberg (Q112194634) | Haus zum Weinberg KGS-Nr.: 05259                                                                 | B    | G   | Unterstadt 42 690080 / 283501                                                                | |
| BW   | Datei hochladen · Wikidata zu Paläolithisches Jägerlager (Q112194743) | Rosenhalde (Freudental), paläolithisches Jägerlager KGS-Nr.: 06844                               | B    | F   | 690000 / 287300                                                                              | |
| BW   | Datei hochladen · Wikidata zu Paläolithischer Silexverarbeitungsplatz (Q112195072) | Hoochebni, paläolithischer Silexverarbeitungsplatz KGS-Nr.: 06966                                | B    | F   | 689800 / 286000                                                                              | |
| ja   | Datei hochladen · Wikidata zu Kantonsschule Schaffhausen (Q1728129) | Kantonsschule KGS-Nr.: 09021                                                                     | B    | G   | Pestalozzistrasse 18, 20 690047 / 283901                                                     | |
| ja   | Datei hochladen · Wikidata zu Rheinbad (Q29787671) | Rheinbad KGS-Nr.: 10159                                                                          | B    | G   | Rheinuferstrasse 1 690032 / 283307                                                           | |
| ja   | Datei hochladen · Wikidata zu Fäsenstaubpromenade (Q112196009) | Fäsenstaubpromenade KGS-Nr.: 10264                                                               | B    | G   | Promenadenstrasse 689334 / 283365                                                            | |
| ja   | Datei hochladen · Wikidata zu Kirche Buchthalen (Q55382651) | Kirche Buchthalen KGS-Nr.: 10296                                                                 | B    | G   | Windeggstrasse 691532 / 283590                                                               | |
| ja   | Datei hochladen · Wikidata zu Schulhaus Gelbhausgarten (Q29787676) | Schulhaus Gelbhausgarten KGS-Nr.: 10764                                                          | B    | G   | Bachstrasse 64 689891 / 283946                                                               | |
| ja   | Datei hochladen · Wikidata zu Uhrenfabrik IWC (Q29880101) | Uhrenfabrik IWC KGS-Nr.: 10765                                                                   | B    | G   | Baumgartenstrasse 15 689950 / 283339                                                         | |
| ja   | Datei hochladen · Wikidata zu Psychiatrische Klinik Breitenau (Q29787660) | Psychiatrische Klinik Breitenau KGS-Nr.: 10766                                                   | B    | G   | Nordstrasse 111 689076 / 284540                                                              | |
| ja   | Datei hochladen · Wikidata zu Villa Luftgut (Neugut) (Q29880122) | Villa Luftgut (Neugut) KGS-Nr.: 10768                                                            | B    | G   | Freistrasse 2 689238 / 283974                                                                | |
| ja   | Datei hochladen · Wikidata zu Wohngebäude Schwarzadlergüetli, Arbeitersiedlung (Q29880149) | Wohngebäude Schwarzadlergüetli, Arbeitersiedlung KGS-Nr.: 10769                                  | B    | G   | Lochstrasse 19, 21 / Schwarzadlerstrasse 8 689262 / 284935                                   | |
| ja   | Datei hochladen · Wikidata zu Verwaltungsgebäude der +GF+ (Q29880104) | Verwaltungsgebäude der +GF+ KGS-Nr.: 10770                                                       | B    | G   | Mühlentalstrasse 105 689400 / 284465                                                         | |
| ja   | Datei hochladen · Wikidata zu Stahlwerk III der +GF+ (Q29880094) | Stahlwerk III der +GF+ KGS-Nr.: 10871                                                            | B    | G   | Mühlentalstrasse 184 689434 / 284800                                                         | |
| ja   | Datei hochladen · Wikidata zu Spittelhof (Q29880092) | Spittelhof KGS-Nr.: 10873                                                                        | B    | G   | Nordstrasse 16 689290 / 283902                                                               | |
| ja   | Datei hochladen · Wikidata zu Ensemble der Kantonsschule (Q29787489) | Ensemble der Kantonsschule KGS-Nr.: 10874                                                        | B    | G   | Pestalozzistrasse 18–20 690046 / 283925                                                      | |
| ja   | Datei hochladen · Wikidata zu Doppel-Turnhalle des Emmersbergerschulhauses (Q29787477) | Doppel-Turnhalle des Emmersbergerschulhauses KGS-Nr.: 10875                                      | B    | G   | Pestalozzistrasse 27 690114 / 283982                                                         | |
| ja   | Datei hochladen · Wikidata zu Villa Rheinbühl (Q29880127) | Villa Rheinbühl KGS-Nr.: 10876                                                                   | B    | G   | Rheinhaldenstrasse 60 691335 / 282898                                                        | |
| ja   | Datei hochladen · Wikidata zu City-Garage (Q29787474) | City-Garage KGS-Nr.: 10877                                                                       | B    | G   | Spitalstrasse 27 689674 / 283934                                                             | |
| ja   | Datei hochladen · Wikidata zu Kino Orient (Q29787622) | Kino Orient KGS-Nr.: 10878                                                                       | B    | G   | Stadthausgasse 13 689797 / 283603                                                            | |
| ja   | Datei hochladen · Wikidata zu Katholisches kirchliches Zentrum St. Konrad (Q29787617) | Katholisches kirchliches Zentrum St. Konrad KGS-Nr.: 10879                                       | B    | G   | Stauffacherstrasse 1 690709 / 284034                                                         | |
| ja   | Datei hochladen · Wikidata zu Villa (Q29880108) | Villa KGS-Nr.: 10880                                                                             | B    | G   | Friedbergstrasse 68 689263 / 283611                                                          | |
| ja   | Datei hochladen · Wikidata zu Weissturmgut (Q29880137) | Weissturmgut KGS-Nr.: 10881                                                                      | B    | G   | Stokarbergstrasse 62 688912 / 283702                                                         | |
| ja   | Datei hochladen · Wikidata zu Trotte (Q29880097) | Trotte KGS-Nr.: 10882                                                                            | B    | G   | Stokarbergstrasse 65.1 688883 / 283674                                                       | |
| ja   | Datei hochladen · Wikidata zu Villa Tabor (Q29880134) | Villa Tabor KGS-Nr.: 10884                                                                       | B    | G   | Weinsteig 54 689643 / 284334                                                                 | |
| ja   | Datei hochladen · Wikidata zu Villa Erkergut mit Garten (Q29880115) | Villa Erkergut mit Garten KGS-Nr.: 10899                                                         | B    | G   | Steigstrasse 94 689246 / 283833                                                              | |
| ja   | Datei hochladen · Wikidata zu Haus zum Unteren Fels (Q29787560) | Haus zum Unteren Fels KGS-Nr.: 14427                                                             | B    | G   | Unterstadt 6 690190 / 283490                                                                 | |
| ja   | Datei hochladen · Wikidata zu Haus zum Jakobsbrunnen (Q29787538) | Haus zum Jakobsbrunnen KGS-Nr.: 14428                                                            | B    | G   | Unterstadt 14 690165 / 283493                                                                | |
| ja   | Datei hochladen · Wikidata zu Haus zum Lindenbaum (Anteil Weisser Schlüssel) (Q29787638) | Haus zum Lindenbaum (Anteil Weisser Schlüssel) KGS-Nr.: 14429                                    | B    | G   | Unterstadt 26 690130 / 283496                                                                | |
| ja   | Datei hochladen · Wikidata zu Haus Weisser Schlüssel (Q29880136) | Haus Weisser Schlüssel KGS-Nr.: 14430                                                            | B    | G   | Unterstadt 28 690124 / 283497                                                                | |
| ja   | Datei hochladen · Wikidata zu Haus zur Goldschmiede (Q29787579) | Haus zur Goldschmiede KGS-Nr.: 14431                                                             | B    | G   | Bachstrasse 2 / Untergries 1 690060 / 283464                                                 | |
| ja   | Datei hochladen · Wikidata zu Haus zum Kleinen Weinberg / zum Mandelbaum (Q29787540) | Haus zum Kleinen Weinberg / zum Mandelbaum KGS-Nr.: 14432                                        | B    | G   | Unterstadt 38, 40 690091 / 283502                                                            | |
| ja   | Datei hochladen · Wikidata zu Haus zur Jungfrau (Q29787587) | Haus zur Jungfrau KGS-Nr.: 14433                                                                 | B    | G   | Unterstadt 29 690093 / 283485                                                                | |
| ja   | Datei hochladen · Wikidata zu Haus zum Paradiesvogel / zum Goldenen Sternen (Q29787546) | Haus zum Paradiesvogel / zum Goldenen Sternen KGS-Nr.: 14434                                     | B    | G   | Vordergasse 31, 33 689935 / 283507                                                           | |
| ja   | Datei hochladen · Wikidata zu Haus zur Güldenen Rose (Q29787582) | Haus zur Güldenen Rose KGS-Nr.: 14435                                                            | B    | G   | Vordergasse 39 689913 / 283511                                                               | |
| ja   | Datei hochladen · Wikidata zu Haus zum Sittich (Q29787556) | Haus zum Sittich KGS-Nr.: 14438                                                                  | B    | G   | Vordergasse 43 689892 / 283514                                                               | |
| ja   | Datei hochladen · Wikidata zu Haus zur Palme / zur Laterne (Q29787593) | Haus zur Palme / zur Laterne KGS-Nr.: 14439                                                      | B    | G   | Oberstadt 9, 11 689628 / 283561                                                              | |
| ja   | Datei hochladen · Wikidata zu Haus zum Goldenen Widder (Q29787523) | Haus zum Goldenen Widder KGS-Nr.: 14440                                                          | B    | G   | Oberstadt 14 689629 / 283577                                                                 | |
| ja   | Datei hochladen · Wikidata zu Haus zum Otter (Q29787545) | Haus zum Otter KGS-Nr.: 14441                                                                    | B    | G   | Vorstadt 25 689733 / 283754                                                                  | |
| ja   | Datei hochladen · Wikidata zu Hauptsitz Kantonalbank (Q16058611) | Hauptsitz Kantonalbank KGS-Nr.: 14442                                                            | B    | G   | Vorstadt 53 689787 / 283857                                                                  | Erbaut von 1962 bis 1966 von Walter Förderer zusammen mit Hans Zwimpfer                                                    |
| ja   | Datei hochladen · Wikidata zu Haus zur Farb, Hinterhaus (Q29787567) | Haus zur Farb, Hinterhaus KGS-Nr.: 14443                                                         | B    | G   | Vorstadt 67 689814 / 283901                                                                  | |
| ja   | Datei hochladen · Wikidata zu Haus zum Kronsberg / Zum Bogen (Q29787541) | Haus zum Kronsberg / zum Bogen KGS-Nr.: 14444                                                    | B    | G   | Vorstadt 46 689797 / 283819                                                                  | |
| ja   | Datei hochladen · Wikidata zu Haus zum Hagelstein (Q29787531) | Haus zum Hagelstein KGS-Nr.: 14445                                                               | B    | G   | Vorstadt 34 / Webergasse 58 689790 / 283774                                                  | |
| ja   | Datei hochladen · Wikidata zu Haus zum Rothen Löwen (Q29787550) | Haus zum Rothen Löwen KGS-Nr.: 14446                                                             | B    | G   | Vorstadt 16 689740 / 283714                                                                  | |
| ja   | Datei hochladen · Wikidata zu Haus zum Äusseren Engel (Q29787507) | Haus zum Äusseren Engel KGS-Nr.: 14447                                                           | B    | G   | Vorstadt 2 689715 / 283671                                                                   | |
| ja   | Datei hochladen · Wikidata zu Turm am Ort (Q29880099) | Turm am Ort KGS-Nr.: 14448                                                                       | B    | G   | Fronwagplatz 14 689709 / 283592                                                              | |
| ja   | Datei hochladen · Wikidata zu Haus zum Hinteren Schild (Q29787535) | Haus zum Hinteren Schild KGS-Nr.: 14449                                                          | B    | G   | Stadthausgasse 27 689733 / 283596                                                            | |
| ja   | Datei hochladen · Wikidata zu Haus zum Einhorn (Q29787514) | Haus zum Einhorn KGS-Nr.: 14450                                                                  | B    | G   | Fronwagplatz 8 689712 / 283567                                                               | |
| ja   | Datei hochladen · Wikidata zu Haus Zum Hinteren Glücksrad (Q29787533) | Haus zum Hinteren Glücksrad KGS-Nr.: 14451                                                       | B    | G   | Stadthausgasse 23 689745 / 283598                                                            | |
| ja   | Datei hochladen · Wikidata zu Haus zum Oberen Höfli (Q29787543) | Haus zum Oberen Höfli KGS-Nr.: 14452                                                             | B    | G   | Stadthausgasse 2 689861 / 283617                                                             | |
| ja   | Datei hochladen · Wikidata zu Haus zur Treu (Q29787598) | Haus zur Treu KGS-Nr.: 14453                                                                     | B    | G   | Kirchhofplatz 9 689864 / 283596                                                              | |
| ja   | Datei hochladen · Wikidata zu Haus zur Oberen Zufriedenheit (Q29787592) | Haus zur Oberen Zufriedenheit KGS-Nr.: 14455                                                     | B    | G   | Rosengässchen (2), 4 689877 / 283711                                                         | |
| ja   | Datei hochladen · Wikidata zu Haus zum Elephant (Q29787517) | Haus zum Elephant KGS-Nr.: 14456                                                                 | B    | G   | Repfergasse 21 689851 / 283694                                                               | |
| ja   | Datei hochladen · Wikidata zu Haus zur Rosenburg (Q29787595) | Haus zur Rosenburg KGS-Nr.: 14457                                                                | B    | G   | Walther-Bringolf-Platz 11 689830 / 283708                                                    | |
| ja   | Datei hochladen · Wikidata zu Haus zum Eichenen Fass (Q29787513) | Haus zum Eichenen Fass KGS-Nr.: 14458                                                            | B    | G   | Webergasse 13 689898 / 283756                                                                | |
| ja   | Datei hochladen · Wikidata zu Haus zum Grossen Erker (Q29787525) | Haus zum Gossen Erker KGS-Nr.: 14459                                                             | B    | G   | Webergasse 31 689837 / 283753                                                                | |
| ja   | Datei hochladen · Wikidata zu Haus zum Hinteren Zitronenbaum (Q29787536) | Haus zum Hinteren Zitronenbaum KGS-Nr.: 14460                                                    | B    | G   | Münsterplatz 16 689940 / 283470                                                              | |
| ja   | Datei hochladen · Wikidata zu Haus zur Hinteren Glocke (Q29787583) | Haus zur Hinteren Glocke KGS-Nr.: 14461                                                          | B    | G   | Münsterplatz 32 689880 / 283464                                                              | |
| ja   | Datei hochladen · Wikidata zu Haus zum Apfelbaum (Q29787505) | Haus zum Apfelbaum KGS-Nr.: 14462                                                                | B    | G   | Beckenstube 2 689782 / 283473                                                                | |
| ja   | Datei hochladen · Wikidata zu Haus zum Weissen Trauben / zur Heiterkeit (Q29787561) | Haus zum Weissen Trauben / zur Heiterkeit KGS-Nr.: 14463                                         | B    | G   | Beckenstube 4, 6 689778 / 283467                                                             | |
| ja   | Datei hochladen · Wikidata zu Stadttheater Schaffhausen (Q2328280) | Stadttheater KGS-Nr.: 14464                                                                      | B    | G   | Herrenacker 22 689673 / 283481                                                               | |
| ja   | Datei hochladen · Wikidata zu Haus Obere Tanne (Q29787650) | Haus zur Oberen Tanne KGS-Nr.: 14465                                                             | B    | G   | Tanne 7 689659 / 283519                                                                      | |
| ja   | Datei hochladen · Wikidata zu Restaurant Tanne (Q29787669) | Restaurant Tanne KGS-Nr.: 14466                                                                  | B    | G   | Tanne 3 689654 / 283503                                                                      | |
| BW   | Datei hochladen · Wikidata zu Haus zum Schäfer (Q29787554) | Haus zum Schäfer KGS-Nr.: 14467                                                                  | B    | G   | Herrenacker 20 689635 / 283482                                                               | |
| BW   | Datei hochladen · Wikidata zu Haus zur Oberen Glocke (Q29787590) | Haus zur Oberen Glocke KGS-Nr.: 14468                                                            | B    | G   | Herrenacker 13 689631 / 283432                                                               | |
| ja   | Datei hochladen · Wikidata zu Wirtschaft zum Frieden (Q29880146) | Wirtschaft zum Frieden KGS-Nr.: 14469                                                            | B    | G   | Herrenacker 11 689636 / 283414                                                               | |
| ja   | Datei hochladen · Wikidata zu Musikschule (Q29787647) | Musikschule KGS-Nr.: 14470                                                                       | B    | G   | Rosengasse 26 689744 / 283392                                                                | |
| ja   | Datei hochladen · Wikidata zu Haus zum Dorrer (Q29787511) | Haus zum Dorrer KGS-Nr.: 14471                                                                   | B    | G   | Neustadt 66 689612 / 283510                                                                  | |
| ja   | Datei hochladen · Wikidata zu Haus zur Beckenburg / zum Vulkan (Q29787564) | Haus Zur Beckenburg / Zum Vulkan KGS-Nr.: 14472                                                  | B    | G   | Neustadt 1, 3 689603 / 283259                                                                | |
| ja   | Datei hochladen · Wikidata zu Haus zum Grünen Eck (Q29787529) | Haus zum Grünen Eck KGS-Nr.: 14473                                                               | B    | G   | Neustadt 2 689614 / 283264                                                                   | |
| ja   | Datei hochladen · Wikidata zu Haus zur Gerechtigkeit (Q29787578) | Haus zur Gerechtigkeit KGS-Nr.: 14474                                                            | B    | G   | Neustadt 8 689612 / 283287                                                                   | |
| ja   | Datei hochladen · Wikidata zu Haus zur Oberen Giesserei (Q29787588) | Haus zur Oberen Giesserei KGS-Nr.: 14476                                                         | B    | G   | Neustadt 14 689614 / 283323                                                                  | |
| ja   | Datei hochladen · Wikidata zu Untersuchungsgefängnis (Q29880103) | Untersuchungsgefängnis KGS-Nr.: 14477                                                            | B    | G   | Beckenstube 3 689791 / 283380                                                                | |
| ja   | Datei hochladen · Wikidata zu Ochseschüür (Q29787653) | Ochsenschür KGS-Nr.: 14478                                                                       | B    | G   | Pfrundhausgasse 3 689900 / 283647                                                            | |
| ja   | Datei hochladen · Wikidata zu Haus zum Steigeck (Q29787559) | Haus zum Steigeck KGS-Nr.: 14479                                                                 | B    | G   | Vordersteig 1 689493 / 283566                                                                | |
| ja   | Datei hochladen · Wikidata zu Villa Freiburg (Q29880117) | Villa Freiburg KGS-Nr.: 14480                                                                    | B    | G   | Pestalozzistrasse 2 689957 / 283843                                                          | |
| ja   | Datei hochladen · Wikidata zu Riegelhaus (Q29787672) | Riegelhaus KGS-Nr.: 14481                                                                        | B    | G   | Hintersteig 27 689424 / 283800                                                               | |
| ja   | Datei hochladen · Wikidata zu Landhaus zum Hohlenbaum (Q29787632) | Landhaus zum Hohlenbaum KGS-Nr.: 14482                                                           | B    | G   | Randenstrasse 176 688547 / 284676                                                            | |
| ja   | Datei hochladen · Wikidata zu Landhaus Riet (Q29787629) | Landhaus Riet KGS-Nr.: 14483                                                                     | B    | G   | Im Riet 17 688233 / 284256                                                                   | |
| ja   | Datei hochladen · Wikidata zu Haus zum Storchen (Q29880154) | Haus zum Storchen KGS-Nr.: 14484                                                                 | B    | G   | Stokarbergstrasse 125 688629 / 283498                                                        | |
| ja   | Datei hochladen · Wikidata zu Villa Bütler (Q29880113) | Villa Bütler KGS-Nr.: 14485                                                                      | B    | G   | Rheinhaldenstrasse 105 691809 / 282557                                                       | |
| ja   | Datei hochladen · Wikidata zu Villa Friedau (Q29880119) | Villa Friedau KGS-Nr.: 14486                                                                     | B    | G   | Mühlenstrasse 87 689034 / 283100                                                             | |
| ja   | Datei hochladen · Wikidata zu Haus zur Weinburg (Q29787606) | Haus zur Weinburg KGS-Nr.: 14488                                                                 | B    | G   | Bachstrasse 56 689971 / 283796                                                               | |
| ja   | Datei hochladen · Wikidata zu Ehemaliges Pfarrhaus (Q29787480) | Ehemaliges Pfarrhaus KGS-Nr.: 14489                                                              | B    | G   | Pfarrweg 1 689984 / 283773                                                                   | |
| ja   | Datei hochladen · Wikidata zu Schauwecker'sches Gut (Q29787674) | Schauwecker’sches Gut KGS-Nr.: 14490                                                             | B    | G   | Rheinhaldenstrasse 8 690732 / 283367                                                         | |
| ja   | Datei hochladen · Wikidata zu Granatenbaumgut (Q29787500) | Granatenbaumgut KGS-Nr.: 14491                                                                   | B    | G   | Grubenstrasse 91 690796 / 284297                                                             | |
| ja   | Datei hochladen · Wikidata zu Villa Stokarberg (Anna-Stokar-Heim) (Q29880132) | Villa Stokarberg (Anna-Stokar-Heim) KGS-Nr.: 14492                                               | B    | G   | Kometsträsschen 41 689138 / 283466                                                           | |
| ja   | Datei hochladen · Wikidata zu Wohn- und Atelierhaus Walter Henne (Q29880148) | Wohn- und Atelierhaus Walter Henne KGS-Nr.: 14493                                                | B    | G   | Friedbergstrasse 60 689192 / 283612                                                          | |
| BW   | Datei hochladen · Wikidata zu Villa Oelberg (Q29880124) | Villa Oelberg KGS-Nr.: 14494                                                                     | B    | G   | Oelbergstrasse 3 688572 / 283596                                                             | |
| ja   | Datei hochladen · Wikidata zu Kutscherhaus (Q29787624) | Kutscherhaus KGS-Nr.: 14495                                                                      | B    | G   | Oelbergstrasse 11 688505 / 283643                                                            | |
| ja   | Datei hochladen · Wikidata zu Villa Solitude (Q29880131) | Villa Solitude KGS-Nr.: 14496                                                                    | B    | G   | Korallenstrasse 2 690402 / 283893                                                            | |
| BW   | Datei hochladen · Wikidata zu Einfamilienhaus (Q29787483) | Einfamilienhaus KGS-Nr.: 14497                                                                   | B    | G   | Lägernstrasse 3 688751 / 284857                                                              | |
| BW   | Datei hochladen · Wikidata zu Villa Hornburg (Q29880121) | Villa Hornburg KGS-Nr.: 14498                                                                    | B    | G   | Weinsteig 60 689716 / 284392                                                                 | |
| ja   | Datei hochladen · Wikidata zu Pauluskapelle (Q29787655) | Pauluskapelle KGS-Nr.: 14499                                                                     | B    | G   | Tannerberg 1 689683 / 284030                                                                 | |
| ja   | Datei hochladen · Wikidata zu Landhaus-Villa Lueginsland (Q29787637) | Landhaus-Villa Lueginsland KGS-Nr.: 14500                                                        | B    | G   | Weinsteig 52 689642 / 284275                                                                 | |
| ja   | Datei hochladen · Wikidata zu Fröbel'scher Kindergarten (Q29787491) | Fröbel’scher Kindergarten KGS-Nr.: 14501                                                         | B    | G   | Grabenstrasse 5a 689535 / 283296                                                             | |
| ja   | Datei hochladen · Wikidata zu Logierhaus Birch (Q29787640) | Logierhaus Birch KGS-Nr.: 14502                                                                  | B    | G   | Mühlentalstrasse 280 689441 / 286664                                                         | |
| BW   | Datei hochladen · Wikidata zu Villa (Q29880111) | Villa KGS-Nr.: 14503                                                                             | B    | G   | Fulachstrasse 217 690668 / 285395                                                            | |
| BW   | Datei hochladen · Wikidata zu Landhaus-Villa Hassler (Q29787634) | Landhaus-Villa Hassler KGS-Nr.: 14504                                                            | B    | G   | Weinsteig 58 689690 / 284361                                                                 | |
| ja   | Datei hochladen · Wikidata zu Einfamilienhaus Rebhalde (Q29787484) | Einfamilienhaus Rebhalde KGS-Nr.: 14505                                                          | B    | G   | Stokarbergstrasse 93 688795 / 283631                                                         | |
| ja   | Datei hochladen · Wikidata zu Eisenbahnersiedlung Niklausen (Q29787486) | Eisenbahnersiedlung Niklausen KGS-Nr.: 14506                                                     | B    | G   | Akazienstrasse 1–37, Birkenstrasse 4–12, Stimmerstrasse 43–59, Alleeweg 3–11 690954 / 284525 | |
| BW   | Datei hochladen · Wikidata zu Arbeitersiedlung Bockriet (Q29787453) | Arbeitersiedlung Bockriet KGS-Nr.: 14508                                                         | B    | G   | Bocksrietstrasse 10–44, Bocksrietweg 2–44, Bockrietstieg 10–36 690500 / 285434               | |
| ja   | Datei hochladen · Wikidata zu Reformierte Kirche Steig (Q29787666) | Reformierte Kirche Steig KGS-Nr.: 14509                                                          | B    | G   | Nordstrasse 33 689215 / 284096                                                               | 1948 errichtet durch den Schaffhauser Architekten Walter Henne                                                             |
| ja   | Datei hochladen · Wikidata zu Moosentengut (Q29787645) | Moosentengut KGS-Nr.: 14510                                                                      | B    | G   | Bühlstrasse 5 689061 / 283855                                                                | |
| ja   | Datei hochladen · Wikidata zu Werksiedlung Stahlwerkstrasse (Q29880139) | Werksiedlung Stahlwerkstrasse KGS-Nr.: 14511                                                     | B    | G   | Stahlwerkstrasse 9, 11, 13, 15, 17, 19 / Schwarzadlerstrasse 21 689164 / 284962              | |
| BW   | Datei hochladen · Wikidata zu Wohnhaus (Q29787472) | Wohnhaus KGS-Nr.: 14512                                                                          | B    | G   | Buchthalen, Dorfstrasse 4 691339 / 283643                                                    | |
| BW   | Datei hochladen · Wikidata zu Wirtschaft Frohsinn (Q29880144) | Wirtschaft Frohsinn KGS-Nr.: 14513                                                               | B    | G   | Buchthalen, Hintergasse 1 691363 / 283643                                                    | |
| BW   | Datei hochladen · Wikidata zu Bauernhaus (Q29787463) | Bauernhaus KGS-Nr.: 14514                                                                        | B    | G   | Buchthalen, Hintergasse 9 691401 / 283676                                                    | |
| BW   | Datei hochladen · Wikidata zu Bauernhaus (Q29787464) | Ehemaliges Bauernhaus KGS-Nr.: 14515                                                             | B    | G   | Buchthalen, Hintergasse 13 691435 / 283683                                                   | |
| BW   | Datei hochladen · Wikidata zu Bauernhaus (Q29787458) | Bauernhaus KGS-Nr.: 14516                                                                        | B    | G   | Buchthalen, Kirchgasse 1 691395 / 283623                                                     | |
| BW   | Datei hochladen · Wikidata zu Bauernhaus (Q29787459) | Bauernhaus KGS-Nr.: 14517                                                                        | B    | G   | Buchthalen, Kirchgasse 3, 5 691398 / 283636                                                  | |
| BW   | Datei hochladen · Wikidata zu Innerwidlen (Q29787469) | Innerwidlen KGS-Nr.: 14518                                                                       | B    | G   | Buchthalen, Büsingerstrasse 32 691740 / 283600                                               | |
| ja   | Datei hochladen · Wikidata zu Windegghof (Q29880141) | Windegghof KGS-Nr.: 14519                                                                        | B    | G   | Windegghof 69, 70 691387 / 283152                                                            | |
| ja   | Datei hochladen · Wikidata zu Villa (Q29880109) | Villa KGS-Nr.: 14520                                                                             | B    | G   | Buchthalerstrasse 35 690676 / 283495                                                         | |
| BW   | Datei hochladen · Wikidata zu Altes Schulhaus Herblingen (Q29787452) | Altes Schulhaus Herblingen KGS-Nr.: 14521                                                        | B    | G   | Herblingen, Trüllenbuck 61 691775 / 286667                                                   | |
| BW   | Datei hochladen · Wikidata zu Bauernhaus (Q29787457) | Bauernhaus KGS-Nr.: 14522                                                                        | B    | G   | Gennersbrunn 3 693784 / 285338                                                               | |
| BW   | Datei hochladen · Wikidata zu Schulhaus Gräfler (Q16058604) | Schulhaus Gräfler KGS-Nr.: 14523                                                                 | B    | G   | Herblingen, Hohbergstrasse 1 690930 / 286202                                                 | |
| ja   | Datei hochladen · Wikidata zu Villa Seldenau (Q29880129) | Villa Seldenau KGS-Nr.: 14524                                                                    | B    | G   | Hintersteig 1 689558 / 283788                                                                | |
| ja   | Datei hochladen · Wikidata zu Zollkreisdirektion (Q29880152) | Zollkreisdirektion KGS-Nr.: 14525                                                                | B    | G   | Bahnhofstrasse 62 689738 / 283840                                                            | |
| ja   | Datei hochladen · Wikidata zu Rheinbrücke Feuerthalen (Q2147590) | Bahnbrücke Schaffhausen–Feuerthalen KGS-Nr.: 14526                                               | B    | G   | 690428 / 283524                                                                              | |
| ja   | Datei hochladen · Wikidata zu Infanterie Werk Herblingen II mit Abschnittsgraben (Q29787610) | Infanteriewerk Herblingen II mit Abschnittsgraben (Sperrstelle Schaffhausen) KGS-Nr.: 14527      | B    | G   | Herblingen, Im Trenschen 692052 / 287232                                                     | |
| ja   | Datei hochladen · Wikidata zu Infanterie Werk Herblingen III mit Seitenwerken (Q29787612) | Infanteriewerk Herblingen III mit Seitenwerken (Sperrstelle Schaffhausen) KGS-Nr.: 14528         | B    | G   | Herblingen, Schlossstrasse 691659 / 287346                                                   | |
| BW   | Datei hochladen · Wikidata zu Reservoir mit Wasseruhr (Q29787667) | Reservoir mit Wasseruhr KGS-Nr.: 14529                                                           | B    | G   | Hemmental, Rütihalden 172.1 685565 / 287509                                                  | |
| BW   | Datei hochladen · Wikidata zu Hofzeile (Q29787614) | Hofzeile KGS-Nr.: 14530                                                                          | B    | G   | Hemmental, Leuenhof 4, 8, 10, 12 685634 / 287655                                             | |
| BW   | Datei hochladen · Wikidata zu Reformierte Kirche Hemmental mit Friedhofmauer (Q29787663) | Reformierte Kirche Hemmental mit Friedhofsmauer KGS-Nr.: 14531                                   | B    | G   | Hemmental, Schlattergarten 8 685550 / 287812                                                 | |
| ja   | Datei hochladen · Wikidata zu Häuser zum Blauen Trauben / zum Kleinen Trauben / zum Weissen Trauben / zum Bären (Q29787508)                                                                          | Häuser zum Blauen Trauben / zum Kleinen Trauben / zum Weissen Trauben / zum Bären KGS-Nr.: 14542 | B    | G   | Vorstadt 35, 37, 39, 41 689766 / 283802                                                      | |
| ja   | Datei hochladen · Wikidata zu Pavillon (Q29787656) | Pavillon KGS-Nr.: 14637                                                                          | B    | G   | Bachstrasse N.N. 690039 / 283400                                                             | |
| ja   | Datei hochladen · Wikidata zu Samson Haus (Q112237693) | Samson Haus KGS-Nr.: 16854                                                                       | B    | G   | Vordergasse 37 689921 / 283514                                                               | |